# No One Lives Forever 2: A Spy in H.A.R.M.'s Way
No One Lives Forever 2: A Spy in H.A.R.M.'s Way (NOLF2) är ett first-person shooter-spel, utvecklat av Monolith Productions och utgivet av Sierra Entertainment. Det släpptes till Windows och Mac från och med 2002.